# Brandmuis
De brandmuis (Apodemus agrarius) is een knaagdier uit de onderfamilie Murinae, behorende tot de bosmuizen (Apodemus).

## Kenmerken
De brandmuis heeft veel weg van rotsmuizen, maar hij kenmerkt zich door de duidelijke donkere streep van de top van de nek tot aan de staartwortel. De kleur varieert van roodachtig bruin op de rug tot wit op de buik. Qua uiterlijk heeft hij veel weg van de onverwante berkenmuis, maar hij heeft een veel langere staart. Hij heeft kleinere oren dan andere bosmuizen. De snorharen zijn vrij kort.
Een volwassen dier is 73 tot 155 millimeter lang en 16 tot 25 gram zwaar. De staart is 70 tot 85 millimeter lang, korter dan de rest van het lichaam. De staart heeft 120 tot 140 ringen.

## Leefwijze
De brandmuis leeft vooral in bosranden, struikgebieden, heggen, graslanden en riviervalleien zowel dag als nacht. 's Winters waagt hij zich ook in schuren en stallen. De brandmuis is meer een grondbewoner en minder behendig dan de bosmuis. Hij graaft meestal zelf zijn hol, maar kan ook het hol van een ander klein knaagdier betrekken. De brandmuis betrekt vaker een ondergronds hol dan de andere bosmuizen. Een vrouwtje krijgt vijf tot zes jongen per worp.
De brandmuis leeft van plantaardig materiaal als kiemplanten, knoppen, vruchten en noten, en van dierlijk materiaal als insecten, larven, wormen en slakken. De brandmuis eet relatief meer dierlijk voedsel dan de andere bosmuizen.
In de herfst wordt een wintervoorraad aangelegd.

## Verspreiding
De brandmuis komt voor in Centraal- en Oost-Europa en in Noord- en Oost-Azië, in twee van elkaar gescheiden gebieden. Het ene gebied loopt van Centraal-Europa (van Zuid-Finland en de Baltische staten, via Polen en Midden-Duitsland tot Noordoost-Italië), oostwaarts over de Balkan tot de Kaukasus, delen van Kirgizië en Kazachstan ten westen van het Baikalmeer en aangrenzende delen van Mongolië en Xinjiang, China. Het andere gebied strekt zich uit van het Amoergebied in Oost-Siberië tot Korea, westwaarts via Noordoost-China tot West-Yunnan, en in Taiwan.